# Argyrodes
Genre
Synonymes
- Conopistha Karsch, 1881
- Argyrodina Strand, 1928
- Microcephalus Restrepo, 1944

Argyrodes est un genre d'araignées aranéomorphes de la famille des Theridiidae.
Ses nombreuses espèces présentes sur l'ensemble des continents ont pour stratégie générale l'exploitation d'autres araignées, soit en utilisant leur toile, soit en volant leur nourriture, soit en s'attaquant directement à elles.

## Distribution
Les espèces de ce genre se trouvent en Asie, en Afrique, en Amérique, dans le sud de l'Europe et en Océanie, principalement en zones tropicale et subtropicale.
Seules deux espèces sont présentes sur le continent européen : Argyrodes argyrodes (Walckenaer, 1841) et Argyrodes incertus Wunderlich, 1987. Néanmoins, plusieurs espèces de ce continent appartenant au genre Argyrodes ont été recombinées dans les années 2000 : Argyrodes nasicus (Simon, 1873) est devenue Rhomphaea nasica (Simon, 1873), Argyrodes rostratus (Simon, 1873) est devenue Rhomphaea rostrata (Simon, 1873), Argyrodes syriacus O. Pickard-Cambridge, 1872 est devenue Neospintharus syriacus (O. Pickard-Cambridge, 1872) et Argyrodes longicaudatus (O. Pickard-Cambridge, 1872) est devenue Rhomphaea longicaudata O. Pickard-Cambridge, 1872,.

## Description

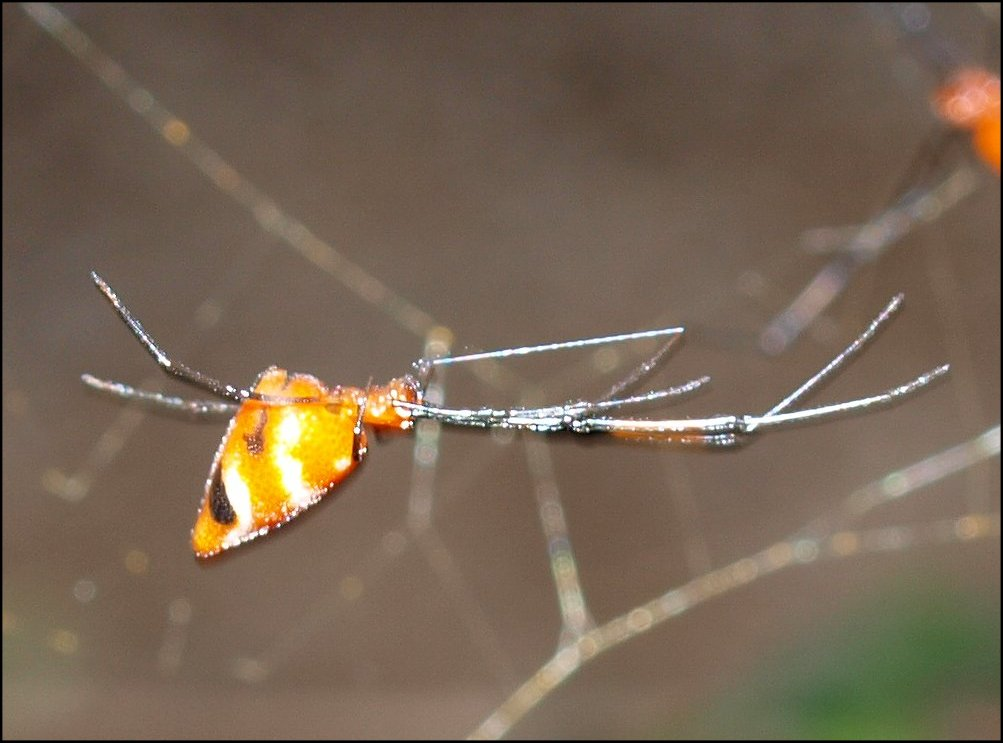
Argyrodes zonatus, femelle, sur toile de Nephila comorana (Mayotte, France)

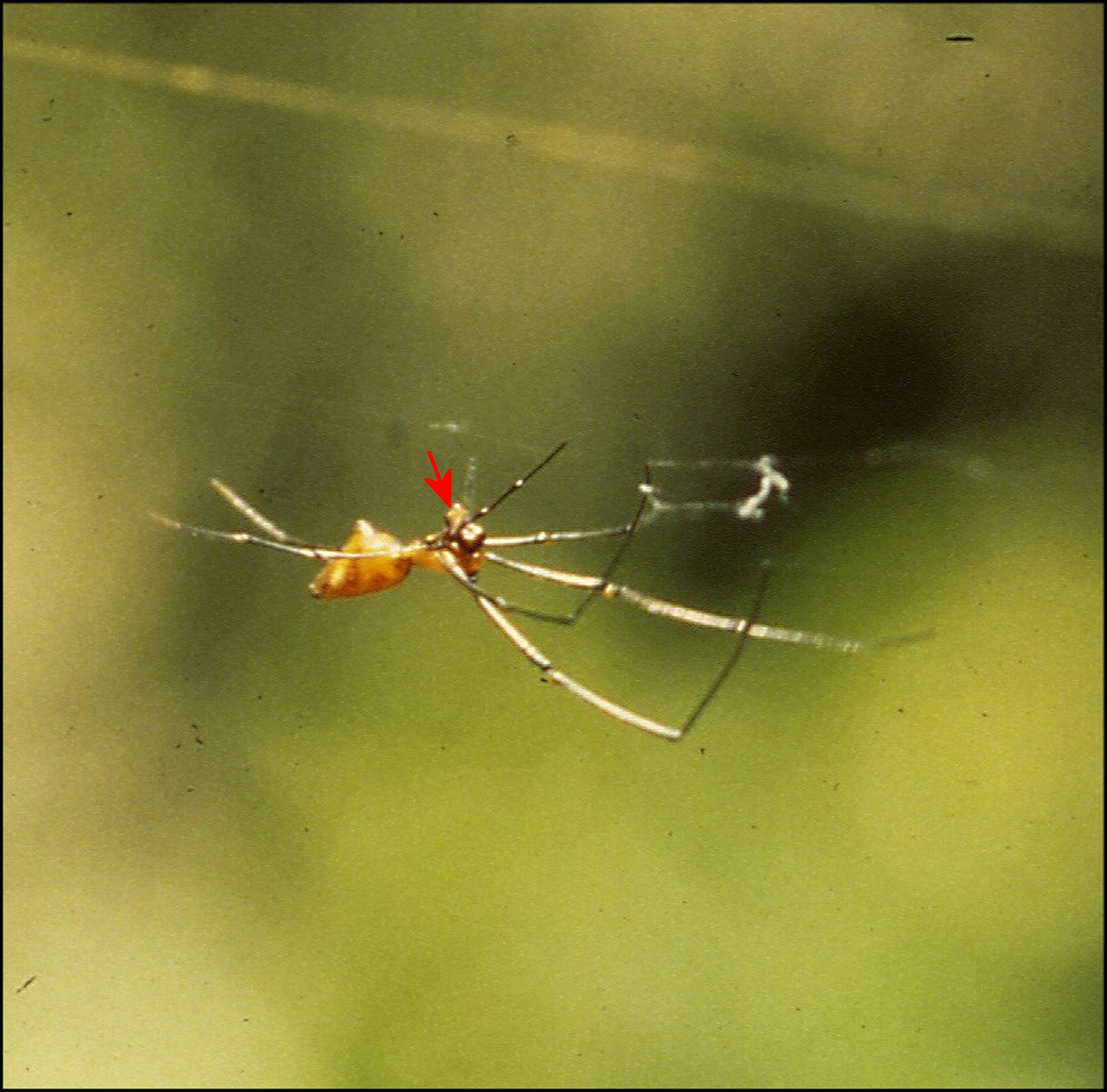
Fig.2 - Argyrodes fissifrontella mâle, sur toile de Néphile dorée. Flèche : pédipalpes (Mahé, Seychelles).

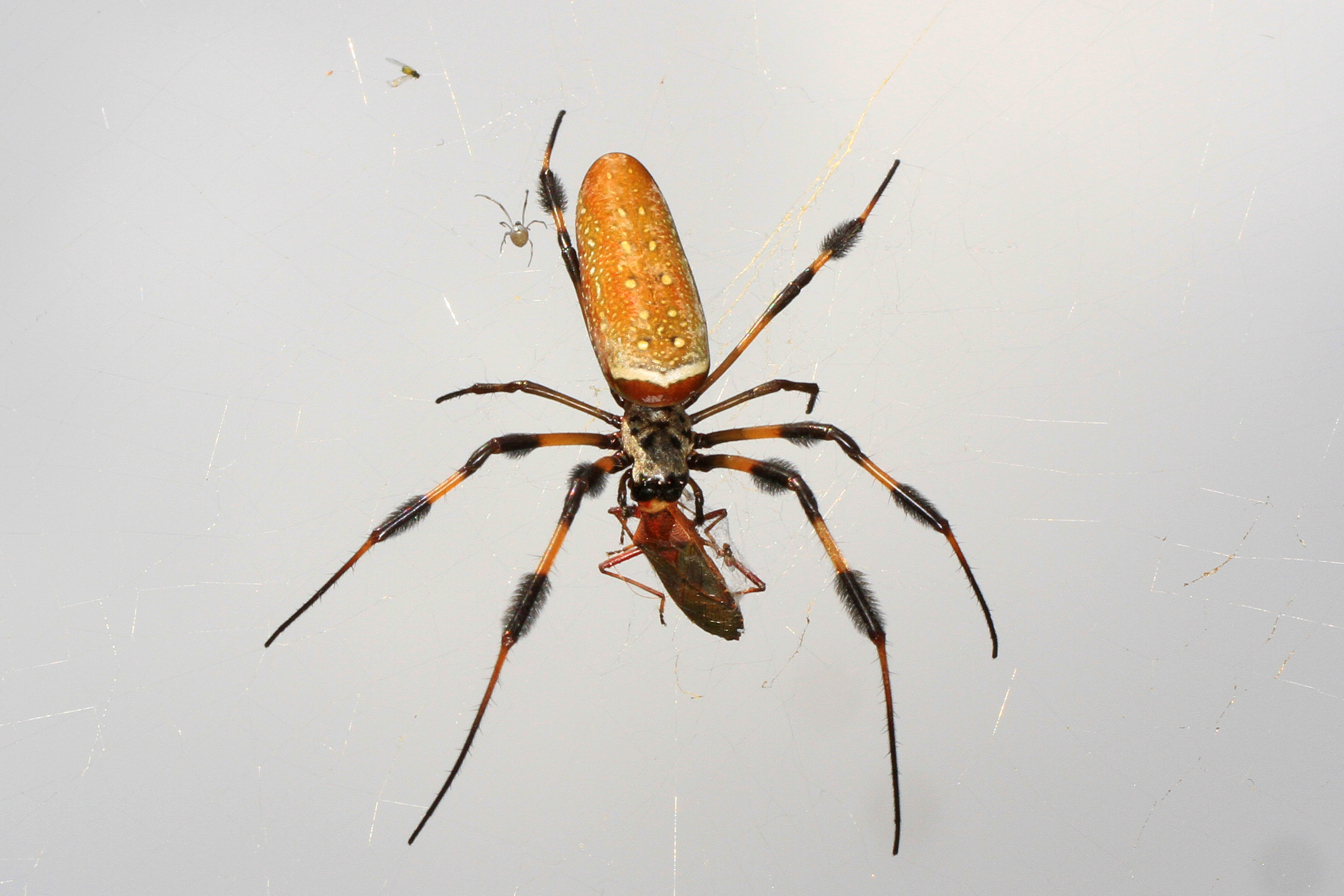
Argyrodes nephilae et son hôte Nephila clavipes (Floride, USA)

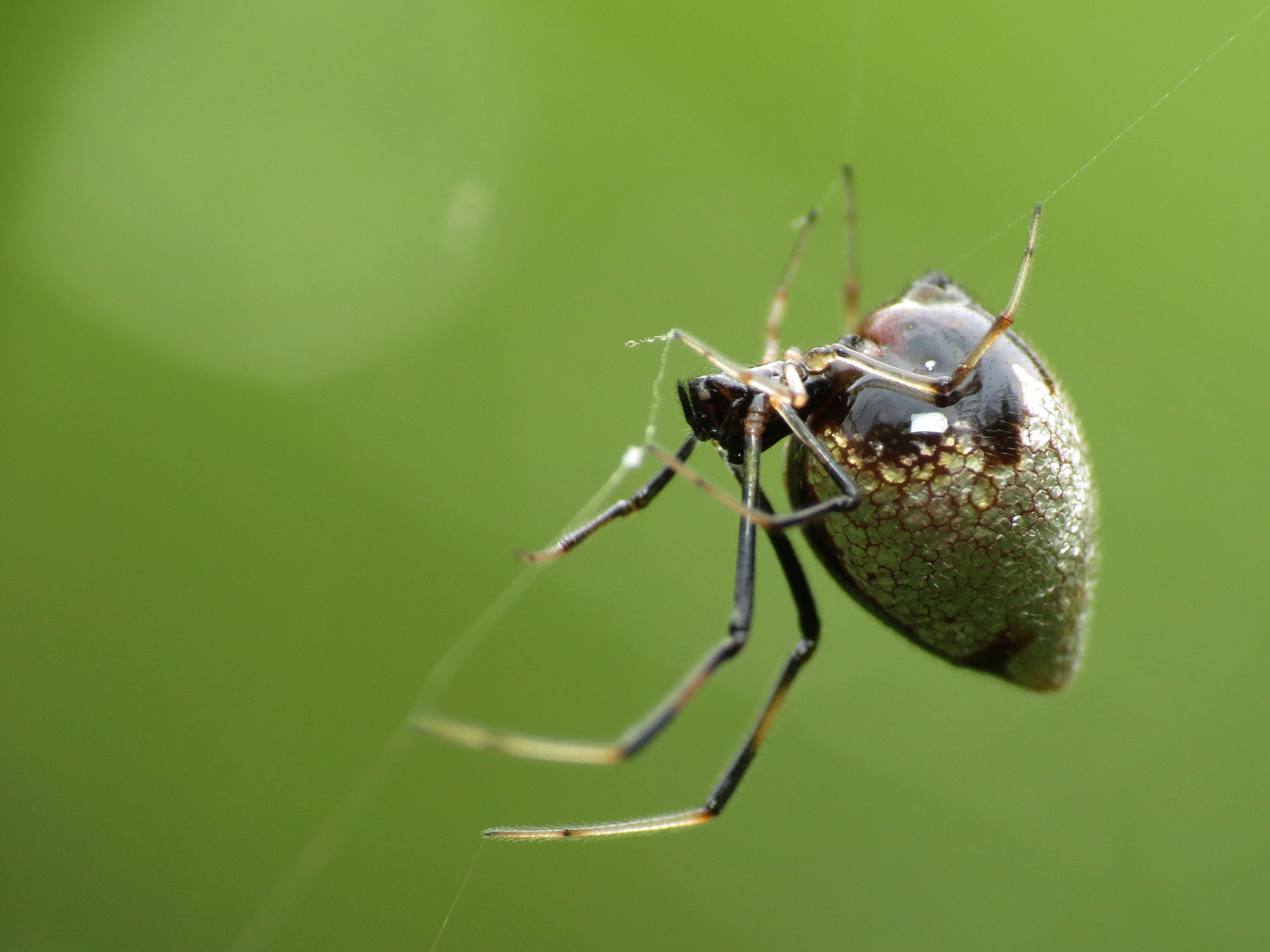
Argyrodes elevatus sur la toile d’Argiope aurantia (Washington DC, USA).

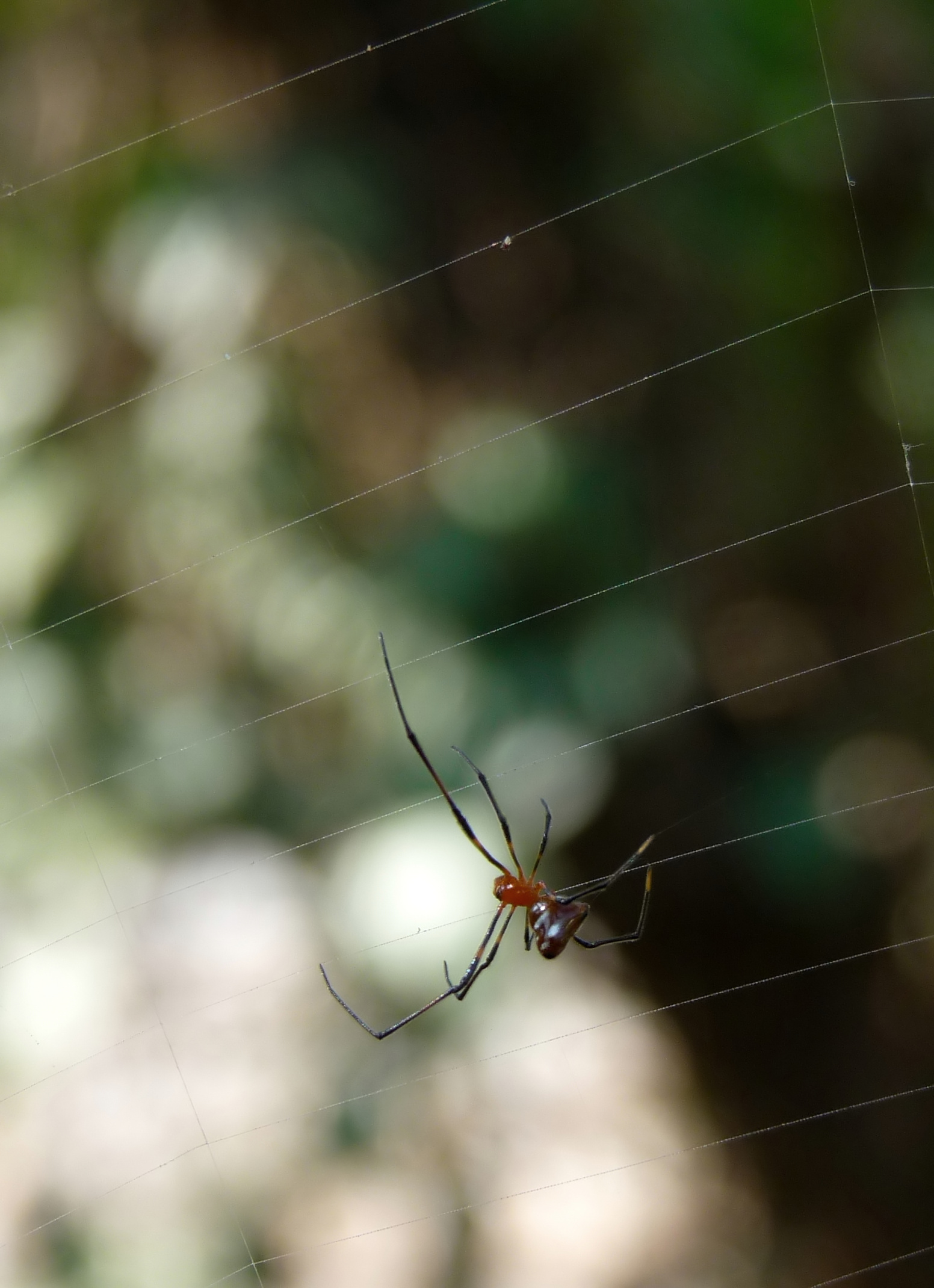
Argyrodes flavescens sur une toile d’Argiope pulchella (Kerala, Inde).

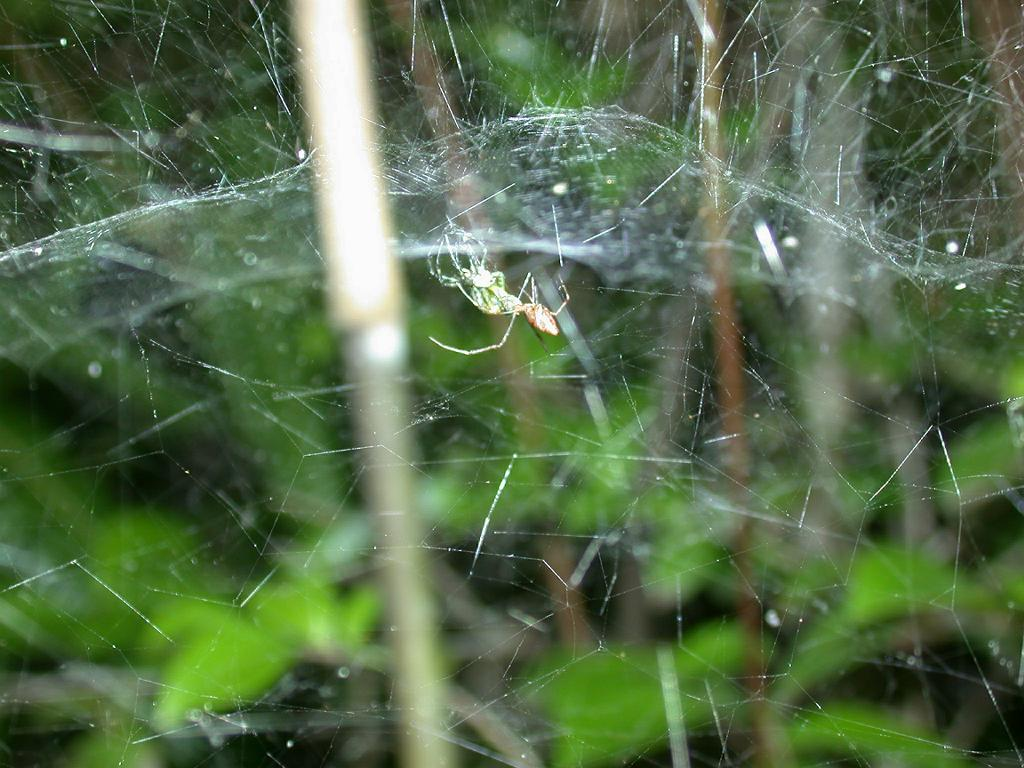
Argyrodes kumadai (préfecture de Wakayama, Japon).

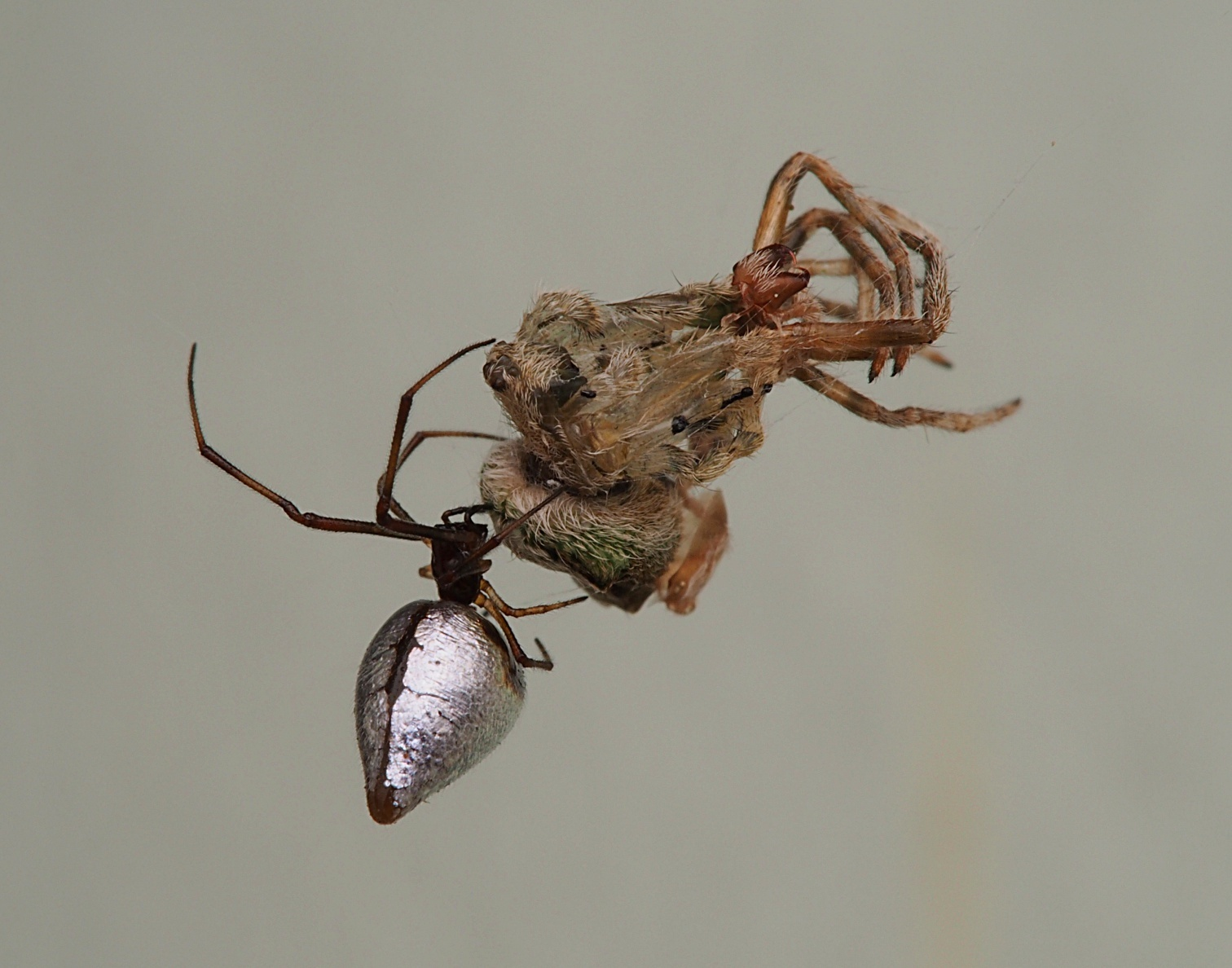
Argyrodes antipodanus prédatant Eriophora pustulosa (Kaeo, Nouvelle Zélande).

Les Argyrodes sont de petite taille (3 à 12 mm), leurs pattes sont grêles et possèdent un opisthosoma (abdomen) plus ou moins conique, ou au contraire, très allongé, souvent incliné vers l'arrière chez le mâle et plus élevé chez la femelle, parfois pourvu de tubercules. Cet abdomen peut briller d'un vif éclat métallique grâce à la guanine des cellules intestinales perçues à travers le tégument.
Au sein de la famille des Theridiidae, le genre Argyrodes se différencie formellement grâce à la présence d'un cololosus portant des soies, une minuscule excroissance abdominale et ventrale présente à proximité immédiate des filières. Cylindrique et difficilement visible, il est considéré comme un élément vestigial en opposition au cribellum — situé au même endroit — caractéristique des espèces construisant des toiles géométriques.

## Comportements
Les araignées du genre Argyrodes présentent des stratégies écologiques commensale, en vivant sur le bord de la toile d'une autre araignée ou sur une petite toile irrégulière à proximité ; cleptoparasite, en volant ses proies stockées ou délaissées ; et parfois aranéophagique, en tuant l'araignée pour s'en nourrir,. Plusieurs Argyrodes peuvent habiter la même toile dans une coexistence relativement pacifique. Leurs hôtes appartiennent très souvent au genre Nephila et apparentés, telle la Néphile à soie dorée. Ces caractéristiques comportementales sont corrélées avec des clades monophylétiques cohérents au sein du genre.

## Liste des espèces
Selon World Spider Catalog (version 25.5, 09/12/2024) :
- Argyrodes abscissus O. Pickard-Cambridge, 1880
- Argyrodes alannae Grostal, 1999
- Argyrodes ambalikae Tikader, 1970
- Argyrodes amboinensis Thorell, 1878
- Argyrodes antipodianus O. Pickard-Cambridge, 1880
- Argyrodes apiculatus Thorell, 1895
- Argyrodes argentatus O. Pickard-Cambridge, 1880
- Argyrodes argyrodes (Walckenaer, 1841)
- Argyrodes atriapicatus Strand, 1906
- Argyrodes bandanus Strand, 1911
- Argyrodes benedicti Lopez, 1988
- Argyrodes binotatus Rainbow, 1915
- Argyrodes bonadea (Karsch, 1881)
- Argyrodes borbonicus Lopez, 1990
- Argyrodes callipygus Thorell, 1895
- Argyrodes calmettei Lopez, 1990
- Argyrodes chionus Roberts, 1983
- Argyrodes chiriatapuensis Tikader, 1977
- Argyrodes chounguii Lopez, 2010
- Argyrodes coactatus Lopez, 1988
- Argyrodes cognatus (Blackwall, 1877)
- Argyrodes convivans Lawrence, 1937
- Argyrodes cylindratus Thorell, 1898
- Argyrodes cyrtophorae Tikader, 1963
- Argyrodes delicatulus Thorell, 1878
- Argyrodes dipali Tikader, 1963
- Argyrodes elevatus Taczanowski, 1873
- Argyrodes exlineae (Caporiacco, 1949)
- Argyrodes fasciatus Thorell, 1893
- Argyrodes fissifrons O. Pickard-Cambridge, 1869
- Argyrodes fissifrontellus Saaristo, 1978
- Argyrodes flavescens O. Pickard-Cambridge, 1880
- Argyrodes flavipes Rainbow, 1916
- Argyrodes fragilis Thorell, 1877
- Argyrodes gazedes Tikader, 1970
- Argyrodes gazingensis Tikader, 1970
- Argyrodes gemmatus Rainbow, 1920
- Argyrodes gouri Tikader, 1963
- Argyrodes gracilis (L. Koch, 1872)
- Argyrodes hawaiiensis Simon, 1900
- Argyrodes ilipoepoe Rivera & Gillespie, 2010
- Argyrodes incertus Wunderlich, 1987
- Argyrodes incisifrons Keyserling, 1890
- Argyrodes insectus Schmidt, 2005
- Argyrodes jamkhedes Tikader, 1963
- Argyrodes kratochvili (Caporiacco, 1949)
- Argyrodes kualensis Hogg, 1927
- Argyrodes kumadai Chida & Tanikawa, 1999
- Argyrodes laja Rivera & Gillespie, 2010
- Argyrodes latifolium Liu, Irfan & Peng, 2019
- Argyrodes lepidus O. Pickard-Cambridge, 1880
- Argyrodes levuca Strand, 1915
- Argyrodes lucmae Chamberlin, 1916
- Argyrodes maculiger Strand, 1911
- Argyrodes margaritarius (Rainbow, 1894)
- Argyrodes mellissi (O. Pickard-Cambridge, 1870)
- Argyrodes minax O. Pickard-Cambridge, 1880
- Argyrodes miniaceus (Doleschall, 1857)
- Argyrodes modestus Thorell, 1899
- Argyrodes nephilae Taczanowski, 1873
- Argyrodes parcestellatus Simon, 1909
- Argyrodes pluto Banks, 1906
- Argyrodes praeacutus Simon, 1903
- Argyrodes projeles Tikader, 1970
- Argyrodes reticola Strand, 1911
- Argyrodes rostratus Blackwall, 1877
- Argyrodes samoensis O. Pickard-Cambridge, 1880
- Argyrodes scapulatus Schmidt & Piepho, 1994
- Argyrodes scintillulanus O. Pickard-Cambridge, 1880
- Argyrodes sextuberculosus Strand, 1908
- Argyrodes strandi (Caporiacco, 1940)
- Argyrodes stridulator Lawrence, 1937
- Argyrodes sublimis L. Koch, 1872
- Argyrodes sundaicus (Doleschall, 1859)
- Argyrodes tenuis Thorell, 1877
- Argyrodes tripunctatus Simon, 1877
- Argyrodes unimaculatus (Marples, 1955)
- Argyrodes vatovae (Caporiacco, 1940)
- Argyrodes viridis (Vinson, 1863)
- Argyrodes vittatus Bradley, 1877
- Argyrodes weyrauchi Exline & Levi, 1962
- Argyrodes wolfi Strand, 1911
- Argyrodes yunnanensis Xu, Yin & Kim, 2000
- Argyrodes zhui Zhu & Song, 1991
- Argyrodes zonatus (Walckenaer, 1841)

Selon World Spider Catalog (version 23.5, 2023) :
- † Argyrodes parvipatellaris Wunderlich, 1988

## Systématique et taxinomie
Ce genre est décrit par l'arachnologue français Eugène Simon en 1864.
Son espèce type est Argyrodes argyrodes.
Conopistha Karsch, 1881 et Argyrodina Strand, 1928 ont été placés en synonymie par Levi et Levi en 1962. Microcephalus Restrepo, 1944 a été placé en synonymie par Levi en 1972.
Dans les années 2000, le genre Argyrodes est scindé en plusieurs genres proches sur leurs bases génétiques, notamment Ariamnes Thorell, 1869, Neospintharus Exline, 1950 et Rhomphaea L. Koch, 1872.

## Étymologie
Le mot Argyrodes provient du grec ancien αργυρος (« argent ») et οιδος (« gonflé »). Comme l'anglophone dewdrop spiders (« araignées goutte de rosée »), il fait référence à la forme et l'aspect brillant de leur abdomen.

## Publication originale
- Simon, 1864 : Histoire naturelle des araignées (aranéides). Paris, p. 1-540 (texte intégral).